# رشيد محمود (رياضي)
رشيد محمود (26 أبريل 1978 في ماليزيا - ) هو لاعب كرة قدم ماليزي في مركز الوسط. لعب مع نادي بهانغ ‏ ونادي ملقا يونايتد ونيجري سمبيلان ‏ وفيلدا يونايتد وPublic Bank F.C. ‏.

## وصلات خارجية
- رشيد محمود على موقع قاعدة بيانات كرة القدم.إي يو (الإنجليزية)
- رشيد محمود على موقع Soccerway.com (الإنجليزية)